# ターズ
ターズ（ロシア語: Тазы, 中国語: 塔兹, 英語: Taz）はロシア連邦沿海州南部の中国との国境付近に居住する少数民族である。沿海州に居住していたツングース系民族（主にウデヘ）の一部が18世紀頃に漢民族化した集団であり、漢民族の影響を強く受けた文化風習を持つ。漢語の一方言であるターズ語を話すが漢字はほとんど読めず、漢民族とは違う「ターズ人」という独自のアイデンティティを持つ。「ターズ」の呼称は漢民族が隣接するアムール川流域のツングース系民族（主にウデヘ、ナナイなど）を「韃子（ターズ）」と呼んだことに由来する。

## 居住域

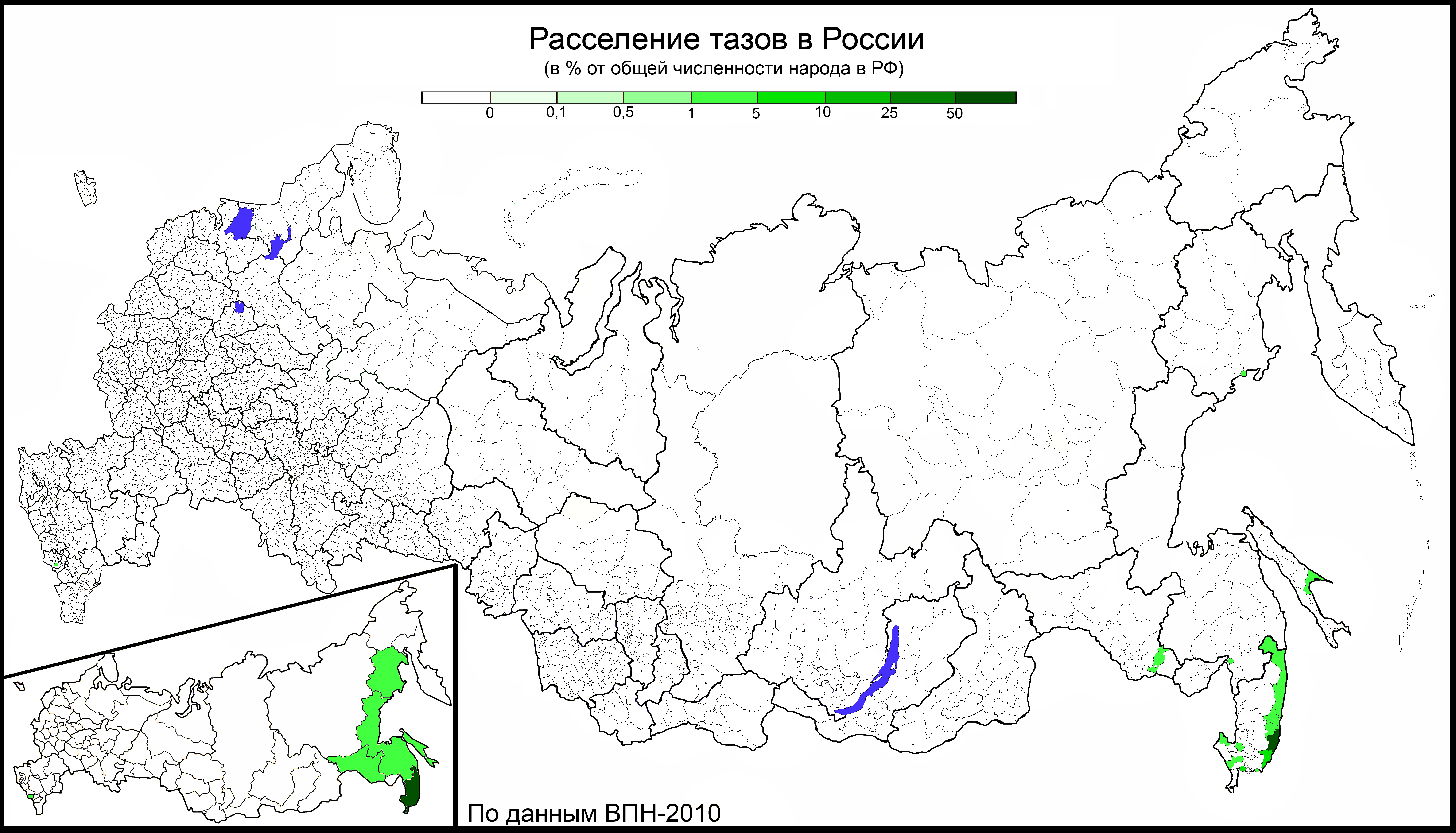
ターズ族の居住域（2010年ロシア国勢調査による）

ターズは主に沿海州南部、オリギンスキー地区ミハイロフカ村を中心に居住する。1979年の調査ではロシア内のターズ人の内、174人がオリギンスキー地区に、内115人がミハイロフカ村に居住している。

## 歴史
沿海州方面にロシア人が進出した頃、すでにこの地域では清朝の支配の下漢民族の文化・言語が広く浸透しており、先住民族の多くは母語（ウデヘ語、ナナイ語）の他に漢語を話すことができた。特に沿海州南部では漢民族の影響は非常に大きく、一部の住民は自らの母語を失って漢民族の言語・文化を受け入れた。19世紀半ばにツングース系のウデヘやナナイが混淆した比較的若い民族、これが現代のターズの祖先と考えられている。ターズは漢民族の言語・文化を受け入れたものの独自の民族意識を保ち続けた。実際、ターズには女性が農業・狩猟に参加する、生の肉や魚を食べるといった通常の漢民族に見られない北方民族由来の風習が多く残っている。
「韃子（ターズ）」は最初はモンゴル人（韃靼人）を指す呼称であったが、やがて国境外の異民族を広く指すようになり「未開人」を意味する普通名詞となった。19世紀に入ると「韃子（ターズ）」は沿海州に流入した貧農や商人といった漢民族も広く含めた、漢族と北方民族の雑多な構成からなる人々を指す名称へとさらに変化した。
1860年の北京条約によってウスリー川以東がロシア帝国に編入されると、ロシア人はこの地域に住む先住民（ナナイ、ウデヘ、オロチなど）を漢民族にならって「ターズ」と呼んだ。この頃の「ターズ」はウデヘとオロチを区別しておらず、また漢語のみを用いる集団（即ち現在のターズ）のみを指していたわけでもなかった。
V.K.アルセーニエフは調査によってウデヘとオロチ、ウデヘとターズを区別し、ターズを「漢民族化したウデヘ」であると位置づけた。しかしアルセーニエフはターズをウデヘと漢民族の混淆した集団ではなく、むしろ独立した民族とみなすべきとしたため、ターズという民族名は先住民起源だが漢民族化した集団を呼ぶものとして例外的に確立された。1930年代にはソ連で外国人の国外追放が行われ、漢民族とみなされたターズも追放を受けるようになったが、アルセーニエフによる「ターズは独立した民族と捉えるべき」という説明によって一部のターズは追放を免れた。
現代のターズは周囲のウデヘなどと比べても言語保持の割合は高く、自分達が漢語ではなく独自の「自分達の言語」を話しているとみなすことをより好んできた。